# آرژونتین ساووا
آرژونتین ساووا (به فرانسوی: Argentine) یک کمون در فرانسه است که در canton of Aiguebelle واقع شده‌است. آرژونتین ساووا ۲۸٫۰۳ کیلومتر مربع مساحت دارد.